# ريتشارد جيساب
ريتشارد جيساب (بالإنجليزية: Richard Jessup)‏ (2 يناير 1925، سافانا في الولايات المتحدة - 22 أكتوبر 1982، فلوريدا في الولايات المتحدة)؛ كاتِب مُتخصِّص في أدب الأطفال، سيناريست وروائي أمريكي.

## روابط خارجية
- ريتشارد جيساب على موقع IMDb (الإنجليزية)
- ريتشارد جيساب على موقع قاعدة بيانات الفيلم (الإنجليزية)